# 皮尼亚尔 (西班牙)
皮尼亚尔，是西班牙安达卢西亚自治区格拉纳达省的一个市镇。总面积126平方公里，总人口1337人（2001年），人口密度11人/平方公里。